# Acontia secta
Acontia secta is een vlinder van de familie van de uilen (Noctuidae). De wetenschappelijke naam van deze soort is voor het eerst voorgesteld door Achille Guenée in een publicatie uit 1852.
De soort komt voor in Congo-Kinshasa, Soedan, Ethiopië, Oeganda, Kenia, Burundi en Tanzania.